# United States Food Administration Grain Corporation
Die Food Administration Grain Corporation (Getreidegesellschaft der Lebensmittelverwaltung) war eine in den USA nach deren Eintritt in den Ersten Weltkrieg gegründete Handelsgesellschaft mit einem Monopol für den An- und Verkauf von Weizen. Zum Geschäftszweck gehörten die Schaffung von Anreizen zur Getreideproduktion, die Unterbindung von Spekulation und eine Stabilisierung von zugesicherten Erzeugerpreisen.

## Gründung

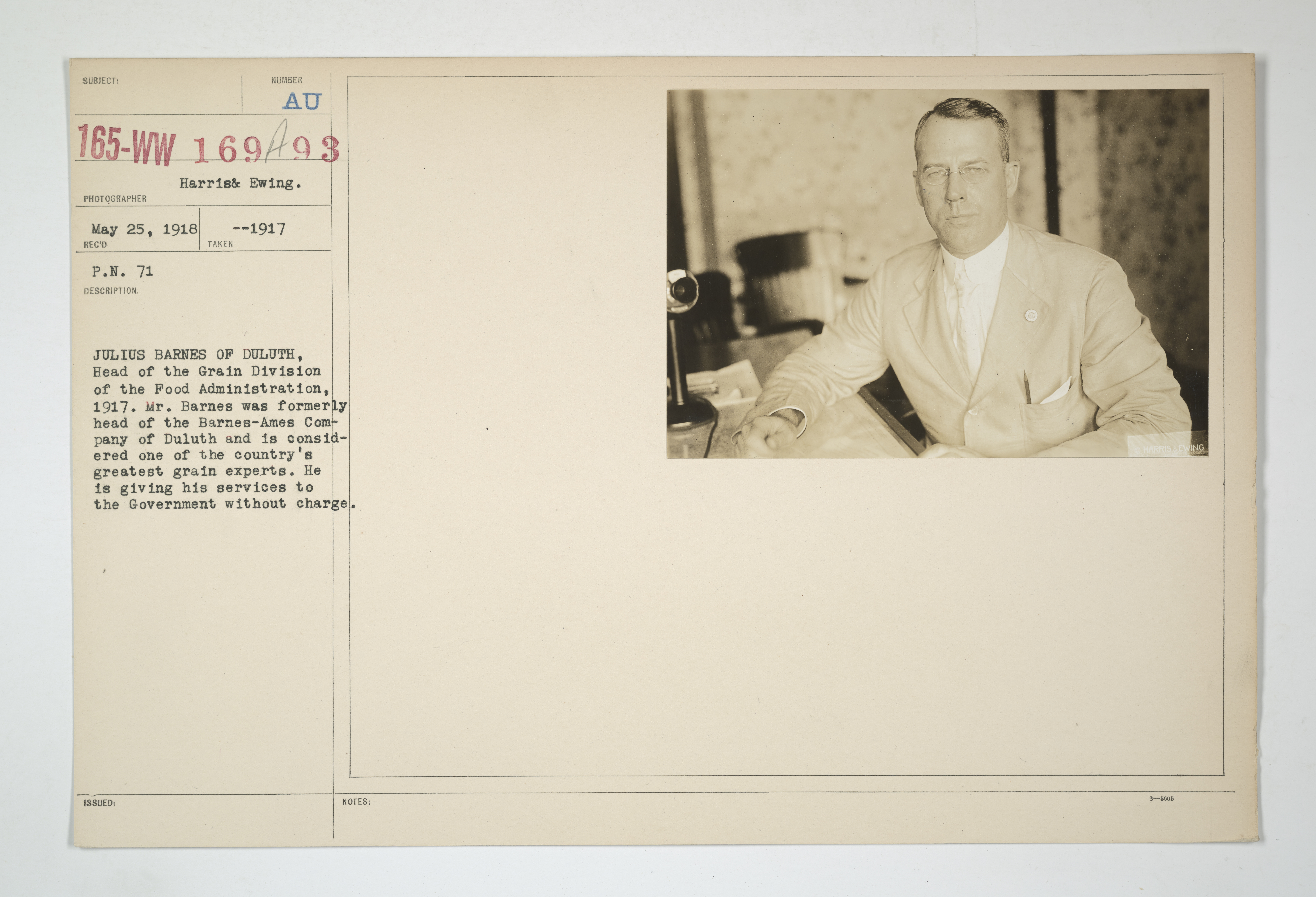
Julius H. Barnes

Die vom Staat mit einem Stammkapital von 150 Millionen Dollar ausgestattete Getreidegesellschaft wurde auf Anweisung von Präsident Woodrow Wilson wie im „Food Control Act“ vom 10. August 1917 vorgesehen gegründet. Der Geschäftssitz war im Bundesstaat Delaware. Das Recht zum Kauf und Verkauf kriegswichtiger Lebensmittel wurde von der United States Food Administration vollständig auf die Getreidegesellschaft übertragen. Julius H. Barnes wurde ihr Präsident, Herbert C. Hoover der Vorsitzende. Barnes kam aus einer großen Getreide-Exportfirma mit zugehöriger Schiffbau-Abteilung, zu der er alle geschäftlichen Verbindungen kappte. Als mit dem Eintritt der USA in den Ersten Weltkrieg zunächst der gewohnte Handel mit dem Ausland zusammenbrach, konnte Barnes in der neuen Funktion als Vorsitzender des Komitees der amerikanischen Getreideexporteure die Situation entschärfen. Man teilte das Land in 14 Zonen auf und legte einen Anstandspreis („fair price“) von etwa 2,20 Dollar pro Bushel für erstklassigen Sommerweizen fest. Ankaufsstellen wurden an günstigen Punkten eingerichtet und nach einer Absicherung gegen Verluste stellten die Mühlenbetreiber 90 Prozent ihrer Kapazitäten zur Verfügung. Zugeteilt wurde das Getreide von einer speziellen Mühlen-Abteilung (Milling Division), die von 14.000 Getreidesilos beliefert wurde. Die 1917er Ernte brachte 636 Millionen Bushel (bsh.) Weizen, was unter normalen Umständen einen Import von 6 Mio. bsh. Weizen für den Bedarf der USA nach sich gezogen hätte. Angestrebt war aber der Export von 150 Mio. bsh. Weizen zugunsten der Alliierten, ein Wert, der mit 138 Mio. bsh. nach Ablauf eines Jahres knapp verfehlt wurde – man hatte im Ausland noch Getreide ankaufen müssen. Mit 917 Mio. bsh. wurde anschließend 1918 eine Ernte erzielt, die das angestrebte Exportvolumen problemlos ermöglichte.

## Rückgrat des Amerikanischen Hilfswerks
Als mit dem Waffenstillstand vom 11. November 1918 die Aufgaben der Lebensmittelverwaltung übergingen in jene der Verwaltung des Amerikanischen Hilfswerks (American Relief Administration), wurde mit einem Gesetz am 25. Februar 1919 der Wirkungsbereich der Getreidegesellschaft auf Europa ausgedehnt und sie zur Geschäftsbevollmächtigten und Zahlstelle der A.R.A. gemacht. Der auf dem Weltmarkt vorhandene Weizen war in dieser Zeit zu 70 Prozent amerikanischen Ursprungs. Bei allen von der A.R.A. dirigierten Lieferungen war die Getreidegesellschaft verantwortlich für den Einkauf, den Transport, die Buchführung und das Inkasso. Nach der Verschiffung der Waren von amerikanischen Häfen aus, wurden sie dem in London in Grosvenor Garden 12 befindlichen Büro vom New Yorker Büro in Rechnung gestellt. Eine zügige Abrechnung war nötig, denn die Getreidegesellschaft musste selbst zeitweise Kredite in Höhe von 385 Millionen Dollar aufnehmen und arbeitete in Europa in Gebieten mit Zugang durch Seeminen-belastete Gewässer und in von bolschewistischer Invasion bedrohten Landstrichen.

## Preispolitik und Überschussverwendung
Da von keiner Versicherung hierfür eine Police erhältlich war, bestand der einzige Schutz in relativ hoch angesetzten Preisen. Es würden bei diesem Vorgehen wahrscheinlich Gewinne anfallen, man wollte sich aber nicht auf Kosten der Alliierten bereichern und einigte sich mit ihnen darauf, solche Überschüsse der im Pariser Büro der A.R.A. eingerichteten Abteilung für Kinderspeisung (Children’s Relief Bureau) zugutekommen zu lassen. Nach dem Abschluss des Friedensvertrags von Versailles schloss die Getreidegesellschaft ihr Londoner Büro, doch unterstützte sie den Übergang der staatlichen A.R.A. in den privaten A.R.A. European Children’s Fund von New York aus. Insbesondere der Kraftakt des Einsatzes bei der russischen Hungersnot von 1921 konnte nur gelingen, da der Kongress mit einem Gesetz vom 22. Dezember 1921 ermächtigt wurde, aus dem Kapital der Getreidegesellschaft heraus bis zu 20 Millionen Dollar für Hilfsmaßnahmen in betroffenen Sowjetrepubliken zu bewilligen – auch zum Nutzen der amerikanischen Farmer, die ihren Mais in dieser Zeit ansonsten nur noch für 14 Cent pro Bushel verkaufen konnten.

## Nachweise
- Frank M. Surface / Raymond L. Bland: American Food in the World War and Reconstruction Period. Operations of the Organizations Under the Direction of Herbert Hoover 1914 to 1924, Stanford University Press, Stanford 1931, S. 39–42
- Herbert Hoover: Memoiren (Bd. 1). Jahre der Abenteuer 1874–1920, Matthias-Grünewald-Verlag, Mainz 1951, S. 220, 250
- Herbert Hoover: Memoiren (Bd. 2). Das Kabinett und die Präsidentschaft 1920–1933, Matthias-Grünewald-Verlag, Mainz 1952, S. 21